# Red Bull Cola
Red Bull Cola vagy Red Bull Simply Cola a Red Bull GmbH egyik üdítőitala.  A Coca-Colával és Pepsivel ellentétben 100%-ban természetes alapanyagokból készül, emiatt kicsit drágább. Félreértések elkerülése végett meg kell jegyezni, hogy a Red Bull cola nem kólás Red Bull, hanem egy kóla amit a Red Bull gyártója állít elő, de hasonlóság a két ital között, hogy mindkettő koffeintartalmú.

## Elterjedése
A 2008 áprilisi megjelenését követően kapható lett Ausztriában, Svájcban, Németországban, Olaszországban, Nagy-Britanniában, Thaiföldön, Oroszországban, júniustól Las Vegas-ban
, majd júliustól hazánkban is. Kiszerelése 250 ml-es illetve 355 ml-es alumíniumflakon.

## Összetevői
- víz
- cukor (8,8g/100ml)
- szén-dioxid
- karamellszirup
- természet növényi kivonatok: galangál, vanília, mustármag, lime, kóladió, kakaó, édesgyökér, fahéj, citrom, gyömbér, kokalevél, narancs, mezei menta, fenyőmag, kardamom, szerecsendió, szegfűszeg
- koffein kávécserje és természetes citromlé sűrítmény.

## Képek
- http://www.ilovedietsoda.com/uploaded_images/20083251720470.RBcolacan-744670.jpg%5B%5D